# Giancarlo Planta
Giancarlo Planta (Cagliari, 1954) è un regista cinematografico e sceneggiatore italiano.

## Biografia
Giancarlo Planta è un regista e sceneggiatore dal 1990, anno in cui realizza il suo primo lungometraggio C'è posto per tutti da lui scritto. 
Nel 1994 scrive e dirige il film Italia Village. Nel 1998 scrive e dirige il lungometraggio Onorevoli detenuti.
Nel 2010 dirige e produce il film Angelus Hiroshimae interpretato da Franco Nero e Kyojiro Ikeda.

## Filmografia

### Regista e sceneggiatore
- C'è posto per tutti (1990)
- Italia Village (1994)
- Onorevoli detenuti (1998)

### Regista e produttore
- Angelus Hiroshimae (2010)